# .localhost
.localhost — общий домен верхнего уровня. Зарезервирован Internet Engineering Task Force (англ. IETF) в RFC 2606 в июне 1999 года и используется для обозначения т. н. «локального хоста». Не предназначен для установки в качестве домена верхнего уровня в глобальной системе доменных имен (DNS).
Другие зарезервированные домены: .invalid, .example, .test.
Этот общий домен верхнего уровня был зарезервирован для снижения вероятности конфликтов и путаницы. Таким образом это имя можно использовать в документации.